# Thrasychirus dentichelis
Thrasychirus dentichelis is een hooiwagen uit de familie Neopilionidae.